# Drain You
Drain You – utwór amerykańskiego zespołu grunge’owego Nirvana, wydany na albumie Nevermind z numerem 8. 
Utwór znalazł się na stronie B singla „Come as You Are”, na płycie VHS Live! Tonight! Sold Out!! oraz płytach CD i DVD Live at Reading w wersji koncertowej, na albumie From the Muddy Banks of the Wishkah (również w wersji koncertowej) i na box secie With the Lights Out.  